# POLR2H
La subunidad RPABC3 de las ARN polimerasas I, II y III dirigida por ADN es una proteína que en humanos está codificada por el gen POLR2H .
Este gen codifica una de las subunidades esenciales de la ARN polimerasa II que comparten las otras dos ARN polimerasas eucariotas dirigidas por ADN, I y III. La ARN polimerasa dependiente de ADN cataliza la transcripción de ADN en ARN utilizando los cuatro trifosfatos de ribonucleósidos como sustratos. Componente común de las ARN polimerasas I, II y III que sintetizan precursores de ARN ribosómico, precursores de ARNm, varios ARN funcionales no codificantes y ARN pequeños, como ARNr 5S y ARNt, respectivamente. Está presente en células cancerígenas.

## Interacciones
Se ha demostrado que POLR2H interactúa con POLR2C, POLR2G,  POLR2A,  POLR2B  y POLR2E. 